# Gladiolus tristis
La azucenilla de noche o junquillo de noche (Gladiolus tristis) es una especie de gladiolo. Es nativo del sur de África, sobre todo Sudáfrica. Es conocido en algunas partes de Australia y la costa de California como una especie introducida. 

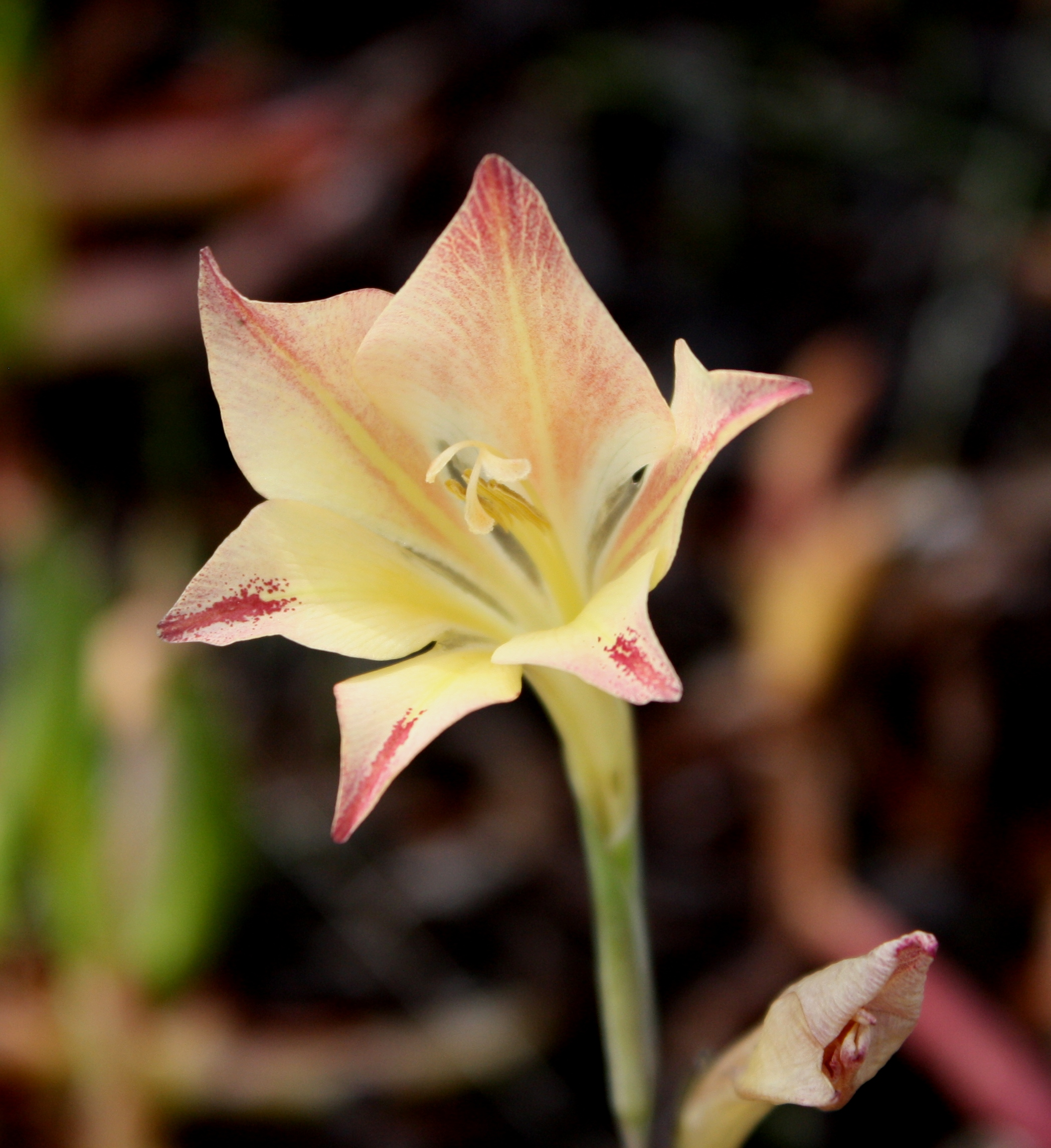
Detalle de la flor

## Descripción
A veces se cultiva como planta de jardín. Este gladiolo crece normalmente alcanza medio metro de altura, pero se ha sabido que ha llegado a 1,5 metros de altura. Crece desde un cormo de uno o dos centímetros de ancho. Produce tres estrechas hojas. La inflorescencia es una espiga de siete y cincuenta y ocho flores grandes, fragantes. Cada flor tiene seis tépalos blancos o crema con líneas medias verdosas o violáceas. Las flores se dice que tienen un aroma similar a los claveles y los clavos.

## Taxonomía
Gladiolus tristis fue descrita por Carlos Linneo y publicado en Species Plantarum, Editio Secunda 1: 53. 1762.
Etimología
Gladiolus: nombre genérico que se atribuye a Plinio y hace referencia, por un lado, a la forma de las hojas de estas plantas, similares a la espada romana denominada "gladius". Por otro lado, también se refiere al hecho de que en la época de los romanos la flor del gladiolo se entregaba a los gladiadores que triunfaban en la batalla; por eso, la flor es el símbolo de la victoria.
tristis: epíteto latíno que significa "aburrida, triste".
Sinonimia
- Gladiolus aestivalis Ingram
- Gladiolus concolor Salisb.
- Gladiolus flavidus Ingram
- Gladiolus fulvescens Ingram
- Gladiolus spiralis Pers.
- Gladiolus versicolor var. longifolius Ker Gawl.[7][8]